# Нанчо Нанчев
Нанчо Стефанов Нанчев е български инженер, един от  основателите на Техническия университет в София, професор, ръководител катедра, декан на Електротехническия факултет и зам.-ректор. Автор е на редица книги, учебници, монографии и статии.

## Образование, живот и професионален стаж
Роден в Казанлък през 1902 г, баща му Стефан е бил юрист, а майка му Радка - учителка. Завършва средно образование в Казанлък, след което заминава за Германия, където следва електроинженерство, като завършва Висшето техническо училище в Мюнхен през 1926 г. В Германия се движи в компанията на българските студенти там, сред които братовчед му Дечко Узунов, Райко Алексиев, Елисавета Багряна, Фани Попова-Мутафова, Николай Лилиев.
Професионалната си дейност започва през май 1928 г. като технически ръководител, а по-късно като директор на ТЕЦ „Адрее“ към мина Черно море, Бургаско. Няколко години след сватбата си с Бонка Стайнова от известния казанлъшки род се премества в Казанлък през 1936, където става технически директор и член на управителния съвет на електроснабдително предприятие Е.А.Д. „Победа“. Взема активно участие в проектирането и строежа на разширението на водната електроцентрала „Енина“ и в експлоатацията ѝ. Две години по-късно заедно със съпругата и двете си деца се премества в София, където в следващите години е представител на германска фирма за производство на изкуствени влакна заедно с Васил Баев.

## Преподавателска и научна дейност
През март 1946 г. инж. Нанчев е избран за професор в Машинно-електротехническия факултет при Държавната политехника – София. През същата година е създадена катедра „Приложна електротехника“, на която той е избран за ръководител. От 1948 г. тя е преименувана на катедра „Електрически централи, мрежи и системи“, а след разделянето ѝ през 1964 г. той става ръководител на катедра „Електрически мрежи“. През 1953 г. Държавната политехника се разделя и се обособява Висшият машинно електротехнически институт. Проф. Нанчев е декан на Електротехническия факултет (1956 – 58) и зам.-ректор на ВМЕИ (1960 – 62). Основни дисциплини, по които преподава, са Електрически централи и подстанции, Техника на високите напрежения и Релейна защита. Основните области на научната му дейност са техника на високите напрежения, гасителни бобини, земни съединения, вълнови процеси, атмосферни пренапрежения. Като завеждащ катедра „Електрически станции и подстанции“ създава лаборатория по Техника на високите напрежения, която функционира до към 2000 г. Работи във ВМЕИ и е ръководител катедра „Електрически мрежи“ до пенсионирането си през 1971 г.

## Управленска дейност
Проф. Нанчев се занимава не само с преподавателска дейност. Той допринася за развитието на нашата енергетика и електропромишленост. Участва в много експертни съвети, колективи, комисии и др., в разработването на плановете за изграждане на СТЗ „В. Коларов“ и в създаването на „Перспективен план за електрификацията на България“, разработен от колектив през 1950 – 53. Като съветник на Елпром през 1947 – 48 г. участва в комисии във връзка със създаването на Порцелановия завод. Взема многократно участие след 1945 г. в Експертния съвет при Министерството на електрификацията. Сътрудник е в Научноизследователския институт при Министерството на електрификацията, при което разработва проблеми, свързани с намаляването на изключванията при електропроводи 20 kV, от което се получава голямо увеличение на сигурността на електроснабдяването. Той е директор по съвместителство на Научноизследователския институт по енергетика (1965 – 67). Председател е на Българския национален комитет на CIGRÉ (Conseil International des Grands Réseaux Électriques, Международен съвет по големите електросистеми). Председател е на българската секция по електроенергетика към СИВ.

## Награди
Заслужил деятел на науката (1970)
Орден „Св. св. Кирил и Методий“ I степен
Орден „Червено знаме на труда“

## Учебници
1. Електропроводи, електрическо оразмеряване, 1944 г.
2. Електропроводи, 1947 г.
3. Електрически централи, подстанции и трансформаторни постове, част I, 1949
4. Електрически централи, подстанции, част II, 1950 г.
5. Релейна защита 1959 г. и 1965 г.
6. Техника на високите напрежения, 1953 г., 1956 г., 1967 г.

## Технически книги
1. Електротарифи и електротарифна политика на България, 1941 г.
2. Земни съединения в ел.системи, 1955 г.
3. Компенсирането на токовете при земни съединения, 1963 г.
4. Вълнови процеси в електрическите системи, 1968 г.
5. Мълниезащита на жилищни, обществени и промишлени сгради и съоръжения, 1973 г.
6. Атмосферни пренапрежения, 1975 г.